# Dragan Mrđa
Dragan Mrđa (Versec, 1984. január 23. –) szerb válogatott labdarúgó.
A szerb válogatott tagjaként részt vett a 2010-es világbajnokságon.

## Statisztika
| Szerb válogatott | Szerb válogatott | Szerb válogatott |
| Időszak          | Mérk.            | gól              |
| ---------------- | ---------------- | ---------------- |
| 2008             | 2                | 0                |
| 2009             | 0                | 0                |
| 2010             | 7                | 2                |
| 2011             | 3                | 0                |
| 2012             | 0                | 0                |
| 2013             | 0                | 0                |
| 2014             | 2                | 0                |
| Összesen         | 14               | 2                |